# Lawson
Lawson, Inc. (株式会社ローソン Rōson, TYO: 2651
) er en japansk franchisebutikskæde af nærbutikker. Butikskæden stammer oprindeligt fra staten Ohio i USA, men i dag er det en japansk virksomhed og den næststørste nærbutikskæde i Japan efter 7-Eleven og foran FamilyMart.
Virksomheden har hovedsæde i East Tower of Gate City Ohsaki i Ōsaki i Shinagawa i Tokyo.

## Oprindelse i Ohio
I 1939  åbnede mejeriejer J.J. Lawson en butik på sit mejeri i Broad Street Cuyahoga Falls, nær Akron, for at sælge sin mælk. Lawson's Milk Company voksede sig til en butikskæde, primært i Ohio. I 1959 sælger Lawson butikskæden til Consolidated Foods. Lawson's conveniencebutikker var almindelige i Ohio fra 1960'erne til midten af 1980'erne.
Consolidated Foods skiftede navn til Sara Lee i 1985. Omtrent på samme tidspunkt sælges Lawson's butikker i USA til Dairy Mart, en mindre kæde af nærbutikker fra Enfield, Connecticut. Dairy Mart flyttede sit hovedkvarter til Cuyahoga Falls, omdøbte navnet på Lawson's butikkerne og drev dem som Dairy Mart de følgende 17 år.
I 2002 købte Alimentation Couche-Tard fra Laval, Quebec aktitiverne navnet Dairy Mart. De fleste af de tidligere Dairy Mart butikker blev konverteret til Circle K-navnet. Pga. den store popularitet fra kunderne bekendtgjorde Alimentation Couche-Tard at Lawson's Chip Dip stadig ville blive solgt ligegyldigt butiksnavnet.

## Tilstedeværelse i Japan
I 1974 underskrev Consolidated Foods en formel aftale med Daiei om at åbne den første Lawson-butik i Japan. 15. april 1975 etableres Daiei Lawson Co., Ltd. som et 100 % ejet datterselskab til Daiei, Inc.. Den første butik åbnede i Sakurazuka, Toyonaka, Osaka-præfekturet i juni 1975.
I september 1979 ændredes navnet til Lawson Japan, Inc. Oprindeligt et joint venture mellem den japanske detailhandelsgigant Daiei og det amerikanske Lawson Co., Lawson forblev et 100% ejet datterselskab af Daiei til 2001, hvor Mitsubishi Corporation blev hovedaktionæren.
Lawson sælger alle almindelige japanske varer som magasiner, videospil, manga, sodavand, onigiri og bento. Lejlighedsvist samarbejder de med forskellige leverandører om midlertidige produktleverancer.
Lawson driver butikker i alle Japans 47 præfekturer og i Shanghai og Chongqing i Kina. August 2011 åbnede Lawson sin første butik i Jakarta i Indonesien. 
7. juli 2012 vendte Lawson tilbage til det amerikanske marked med to butikker på Hawaii. 